# Aravidu
La dinastia Aravidu fu la quarta e ultima dinastia indù a regnare sull'Impero di Vijayanagara nell'India meridionale. Il suo fondatore fu Tirumala Deva Raya, fratello di Aliya Rama Raya, uno dei principali reggenti l'ultimo sovrano della dinastia precedente. Dopo la morte di Rama Raya nella Battaglia di Talikota del 1565 che portò alla distruzione di Vijayanagara, l'impero entrò in crisi e verso il declino inesorabile.
I principali sovrani della dinastia furono:
- Aliya Rama Raya (1542 - 1565)
- Tirumala Deva Raya (1565 - 1572)
- Sriranga I (1572 - 1586)
- Venkata II (1586 - 1614)
- Sriranga II (1614)
- Rama Deva Raya (1617 - 1632)
- Venkata III (1632 - 1642)
- Sriranga III (1642 - 1652)